# Créon
Créon ist eine französische Gemeinde im Département Gironde in der Region Nouvelle-Aquitaine. Die Gemeinde liegt im Einzugsgebiet der Stadt Bordeaux. Während Créon im Jahr 1962 über 1.286 Einwohner verfügte, zählt man aktuell 4.863 Einwohner (Stand 1. Januar 2022).
Die Gemeinde ist Hauptort (chef-lieu) des Kantons Créon im Arrondissement Bordeaux. Im Hauptort entspringt auch das Flüsschen Pimpine und entwässert in westlicher Richtung zur Garonne.

## Bevölkerungsentwicklung
| Jahr                      | 1962 | 1968 | 1975 | 1982 | 1990 | 1999 | 2010 | 2016 |
| Einwohner                 | 1286 | 1560 | 1842 | 2205 | 2508 | 2856 | 4246 | 4637 |
| Quelle: Cassini und INSEE |      |      |      |      |      |      |      |      |

## Sehenswürdigkeiten

Kirche Notre-Dame

- Kirche Notre-Dame

## Weinbau
Créon ist eine Weinbaugemeinde; die Rebflächen gehören zur Appellation Premières Côtes de Bordeaux in der Weinbauregion Entre deux mers.